# Giardino d'amore
Il giardino d'amore è un dipinto del pittore Peter Paul Rubens, realizzato a olio su tela tra il 1632 ed il 1633. Viene custodito a Madrid, nel Museo del Prado.

## Descrizione
Rubens dipinse questo dipinto per celebrare la felicità derivata dal suo secondo matrimonio con Hélène Fourment, che caratterizzò la sua rinascita dopo il periodo di lutto conseguente alla morte della prima moglie.
Il ritratto della giovane coniuge si può vedere nella donna all'estrema destra, accompagnata da un uomo (il cui volto è il ritratto dello stesso Rubens). La moglie del pittore sembra aver comunque fatto da modello anche per le altre figure femminili del dipinto.

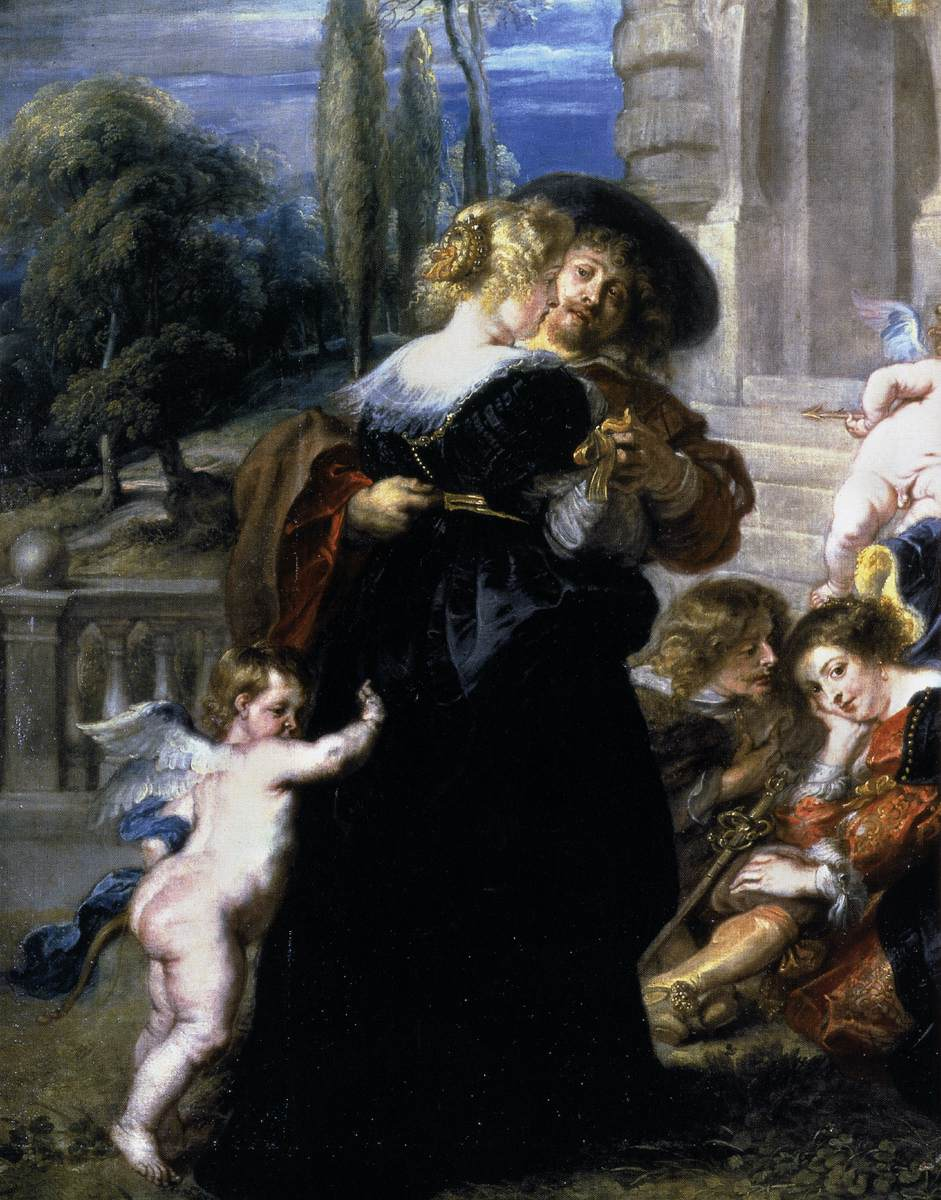
Dettagli su una coppia danzante

All'estrema sinistra vediamo una donna che, accompagnata dal suo innamorato, accenna un passo di danza mentre un amorino la abbraccia dalla gonna. Ci sono poi delle donne che conversano e oziano, al centro del giardino, per il quale l'artista si ispirò a quello della sua casa ad Anversa, visibile nel ritratto di Isabella Brant, la prima moglie del pittore, eseguito da Antoon van Dyck nel 1621.
In alto a destra c'è una fontana con le sembianze della dea Giunone, protettrice del matrimonio, che sprizza acqua dai seni, accanto alla quale c'è un pavone, animale sacro alla dea. La movimentata ambientazione è del tutto fantastica, con le rovine di un misterioso, imponente e lussuoso palazzo sullo sfondo e gli amorini che, volando sulle figure ritratte, alludono alla gioia dell'amore coniugale. Oltre la balaustra è visibile il paesaggio, inventato, che si fa sempre più vaporoso verso l'orizzonte.